# دیوسکرئا ارانگیانا
دیوسکرئا ارانگیانا (نام علمی: Dioscorea orangeana) نام یک گونه از سرده دایوسکوریا است.